# Macroplea appendiculata
Spetsstrimbock (Macroplea appendiculata) är en skalbaggsart som först beskrevs av Georg Wolfgang Franz Panzer 1794. Den ingår i släktet Macroplea, och familjen bladbaggar. Inga underarter finns listade i Catalogue of Life.

## Beskrivning
En avlång skalbagge med variabel färgteckning i form av mörkare och ljusare längsstrimmor. Arten är mycket lik trubbstrimbock och hårig strimbock. Kroppslängden varierar mellan 5,5 och 8,5 mm.

## Utbredning
Utbredningsområdet omfattar centrala och norra Europa österut till östra Sibirien, Kina (Xinjiang), Mellanöstern och Nordafrika (Algeriet).
Arten finns i hela Norden och de baltiska staterna. I Sverige finns den från Skåne till Norrbotten. De enda områden där den helt saknas är Värmlands län, Västmanlands län och Gotland.

### Status
Enligt den svenska rödlistan 2015 är arten livskraftig i Sverige. 2010 listades den dock som sårbar, eftersom man inte hade några registrerade fynd senare än 1990. Riktade sökningar har dock klargjort att arten är vanligare än vad som förmodats. En riktad sökning efter bladbaggar och deras larver och  puppor under augusti-september 2014 i insjöar i Södermanland och Uppland visade exempelvis att arten var lätt att hitta trots en relativt begränsad sökning, och förmodligen förekommer i stort antal. Arten hittades i mer än två tredjedelar av de valda lokalerna. Fynden i Södermanland var de första någonsin från landskapet.
Även i Finland är arten klassificerad som livskraftig.

## Ekologi
Spetsstrimbockens livsmiljö är sjöar, vattendrag och andra mindre vatten. Arten förekommer även i brackvatten. Dess larver och puppor gömmer sig mycket omsorgsfullt vid och omkring rötterna av vattenväxter, som slingor (hårslinga Myriophyllum alterniflorum, axslinga M. spicatum) och nate (gäddnate Potamogeton natans, grovnate P. lucens, ålnate P. perfoliatus och borstnate P. pectinatus). Arten påträffas främst i sjöar, men även i rinnande vattendrag. Tidigare uppgifter att arten enbart utvecklas i sötvatten har visat sig inte stämma.
Larverna utvecklas främst i klara, ej för näringsrika sjöar eller långsamrinnande vattendrag med sand- och gyttjebotten. De hakar sig fast vid värdväxten med hakar vid bakdelen. Hakarna har även funktion för syreupptagningen, som i detta utvecklingsskede sker från värdväxtens luftvävnad. Under sensommaren bildar larven en skyddande kokong som fästs på växten. Kokongen är först ogenomskinlig, men blir senare så genomskinlig att en betraktare kan se om kokongen innehåller en larv, puppa eller färdig skalbagge. Redan första sommaren färdigbildas en skalbagge, men den stannar i kokongen till nästa sommar.
Artens akvatiska levnadssätt bygger på att den har mycket låg syreförbrukning. Detta åstadkoms bland annat genom att flygmuskulaturen är begränsad och att de rör sig långsamt. Den vuxna skalbaggen tillbringar fortfarande en stor del av sin tid under vatten. Då andas de med hjälp av en plastron, en behåring som håller en tunn film av luft bunden vid kroppen. Denna luftbehållare har ett gasutbyte med det omkringliggande vattnet.
Skalbaggen kan flyga, även om den sällan gör så.